# Nyodes coronatus
Nyodes coronatus là một loài bướm đêm trong họ Noctuidae.